# Eliana em o Segredo dos Golfinhos
Eliana em o Segredo dos Golfinhos é um filme brasileiro de 2005, do gênero aventura, dirigido por Eliana Fonseca e estrelado pela apresentadora Eliana.

## Enredo
Durante a gravação de um programa sobre golfinhos, Riviera Maya no litoral do Caribe, no México, a apresentadora Eliana se envolve em uma das maiores aventuras de sua vida. Ao lado do biólogo que cuida dos golfinhos, um garoto apaixonado pelos bichos que vê o mar pela primeira vez e, claro, um golfinho muito especial, ela terá de enfrentar os desafios lançados por um eco-predador responsável por acidentes ecológicos em todo o mundo. A grande chave para ajudar a desvendar O Segredo dos Golfinhos será um antigo crânio de cristal.

## Elenco
- Eliana como Eliana
- Daniel Del Sarto como Fred
- João Paulo Bienemann como Calé
- Fernanda Souza como Veralú
- Fúlvio Stefanini como Esquivel
- Ângela Dip como Tânia
- Francisco Milani como Crânio (apenas voz)
- Eliana Fonseca como Cris
- Jackson Antunes como Pepe
- Roney Facchini como Gonzalez
- Elias Vicente Andreato como Juiz Albertini
- Thomas Levisky como Rogerinho
- Camila Quadros como Clarinha
- Rouge como Elas mesmas
- Supla como Ele mesmo
- Netinho de Paula como Roberto Romano
- Karin Rodrigues como Dona dos parques

### Galeria

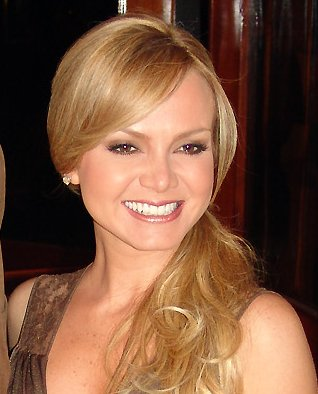
Eliana Eliana
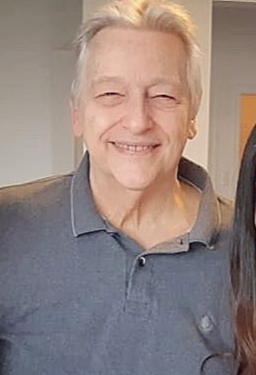
Fúlvio Stefanini Esquivel
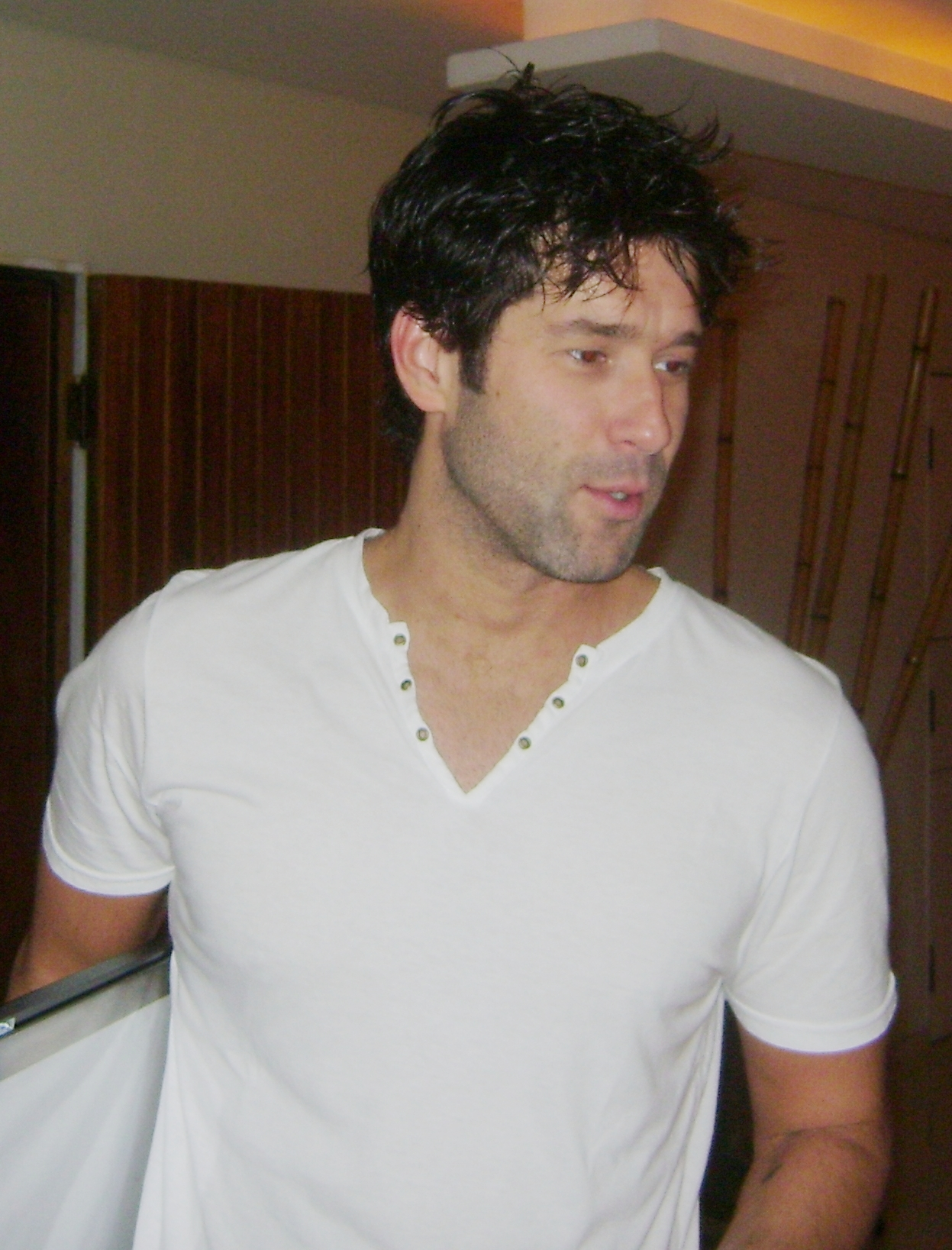
Daniel Del Sarto Fred
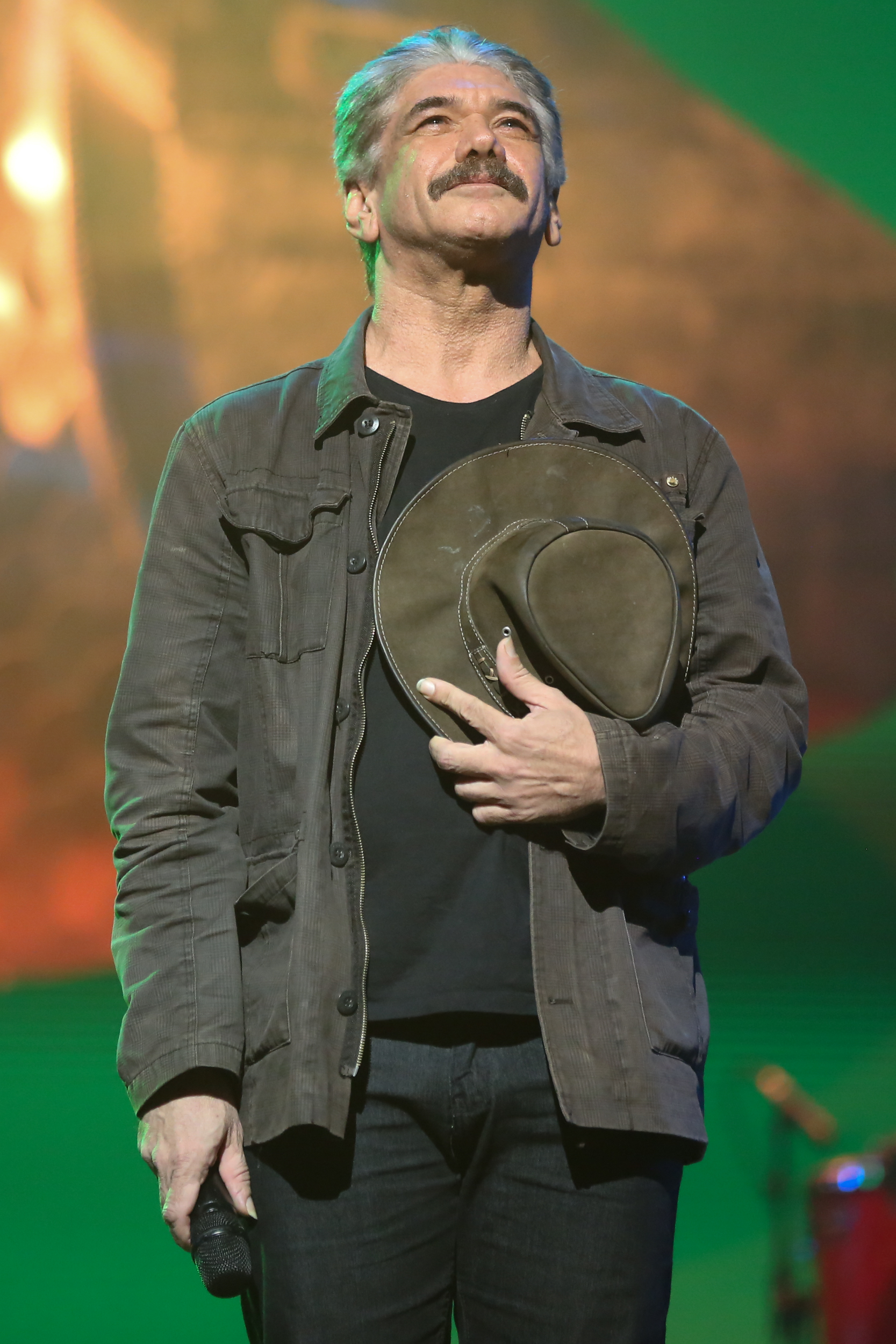
Jackson Antunes Pape
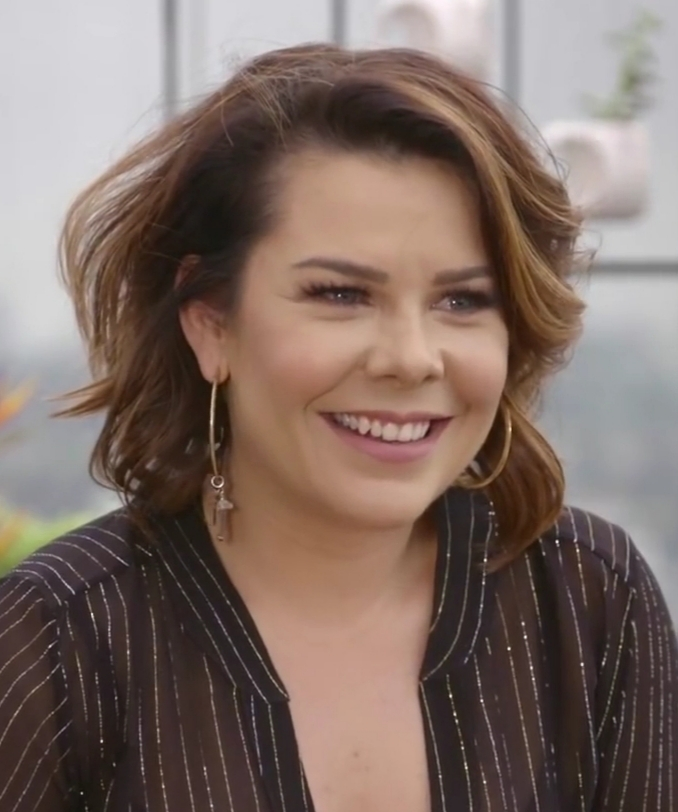
Fernanda Souza Veralú

## Produção
Em 2001, Eliana iniciou o projeto de criar um filme para o público infantil. Segundo a apresentadora, ela sempre quis algo ligado ao meio ambiente e recebeu diversos roteiros, sem chegar a um ideal; "Vieram roteiros muito lúdicos, legais para o universo infantil, mas sem conteúdo", disse ela. Após uma gravação no Riviera Maya, México, para o seu programa de televisão, Eliana se tornou encantada com os golfinhos, querendo utilizar os animais como tema para o seu filme. Um golfinho "animatronic" foi utilizado para interagir com os atores, sendo uma réplica do mamífero. As gravações do filme começaram em 2004, e o filme foi previsto para estrear em janeiro de 2005, com um orçamento de 10 milhões de reais. O longa metragem conta a com a direção de Eliana Fonseca.

## Recepção

### Crítica
O filme recebeu muitas criticas negativas. Marcelo Hessel para o site Omelete, criticou o uso de uma "dublagem tosca" e elogiou o esforço de Eliana Fonseca com o tratamento dado atores mirins pelo filme ser de baixo orçamento. Ele também ressaltou a diretora do filme e a atuação de Fúlvio Stefanini como destaques no filme, evitando uma "esculhambação pública". Marcelo criticou o uso das roupas usadas pela personagem principal feita por Eliana com figurinos comparados as usadas na revista Caras. Alysson Oliveira do UOL criticou o uso de armas de fogo no filme e disse que o filme estava destinado a se tornar uma lenda urbana, comparando ele com o filme Cinderela Baiana com Carla Perez, "que ninguém tem certeza se existia mesmo, mas que sempre surge alguém cujo amigo de um amigo de um primo jura ter visto." Já Igor Galante do Diário Web criticou o fato de que todos os personagens falam português, embora o longa seja ambientado no México. Mariane Morisawa do ISTOÉ Gente chamou o filme de "um produto feito de qualquer maneira" e intitulou o roteiro como "inverossímil".